# سیارک ۱۰۳۱۰
سیارک ۱۰۳۱۰ (به انگلیسی: 10310 Delacroix، نامگذاری:1990QZ8) ده هزار و سیصد و دهمین سیارک کشف شده‌است که در ۱۶ اوت ۱۹۹۰ کشف شد.
قدر مطلق سیارک برابر ۱۴٫۷۰ است.